# Norwegischer Fußballpokal der Männer 1984
Der norwegische Fußballpokal 1984 (kurz auch NM-Cup 1984 genannt) war die 79. Austragung des Fußballpokalwettbewerbs der Männer. Der Pokalsieger musste nach einem 3:3 nach Verlängerung zwischen Fredrikstad FK und Viking Stavanger ermittelt werden. Fredrikstad gewann die Wiederholung mit 3:2. Durch den Sieg qualifizierte sich Fredrikstad für den Europapokal der Pokalsieger 1985/86.
Stand in einem Wiederholungsspiel auch nach Verlängerung kein Sieger fest, wurde dieser per Elfmeterschießen ermittelt.

## 1. Runde
| Datum      |                    | Ergebnis  |                     |
| ---------- | ------------------ | --------- | ------------------- |
| 23.05.1984 | Skjervøy IK        | 2:4 n. V. | Kåfjord FK          |
| 29.05.1984 | Bærum SK           | 4:1       | Kongsberg IF        |
|            | Ny-Krohnborg IL    | 0:2       | Fyllingen IL        |
| 30.05.1984 | Andenes IL         | 1:1 n. V. | Harstad IL          |
|            | Bryne FK           | 6:1       | Ålgård FK           |
|            | Eidsvold Turn      | 3:1       | SFK Lyn Oslo        |
|            | Figgjo IL          | 2:1 n. V. | FK Vidar            |
|            | Kongsvinger IL     | 7:1       | Nordstrand IF       |
|            | Kopervik IL        | 0:2       | Egersunds IK        |
|            | Kristiansund FK    | 0:2       | Sunndal IL          |
|            | Lillehammer FK     | 3:1       | Kjellmyra IL        |
|            | Molde FK           | 3:1       | Spjelkjavik IL      |
|            | Nordre Trysil IL   | 0:3       | Ham-Kam             |
|            | Ranheim IL         | 1:1 n. V. | Steinkjer FK        |
|            | Røros IL           | 2:0       | Nybergsund IL       |
|            | Sola FK            | 1:2       | Klepp IL            |
|            | SK Sprint-Jeløy    | 0:2       | Skeid Oslo          |
|            | SK Stag            | 1:3 n. V. | IF Pors             |
|            | IL Stjørdals-Blink | 0:4       | Tydal IL            |
|            | Åndalsnes IF       | 0:1       | Clausenengen FK     |
|            | Åssiden IF         | 3:0       | Raufoss IL          |
| 31.05.1984 | Brann Bergen       | 5:0       | Florvåg IF          |
|            | Brekken IL         | 1:2       | SK Falken           |
|            | Brumunddal IL      | 4:0       | Grue IL             |
|            | Bødalen IF         | 0:5       | Lillestrøm SK       |
|            | SK Djerv 1919      | 1:1 n. V. | SK Haugar           |
|            | Fram Skatval       | 2:1       | FK Kvik Trondheim   |
|            | Frigg Oslo FK      | 1:6       | Fredrikstad FK      |
|            | Gjerdrum IL        | 1:2       | Vålerenga Oslo      |
|            | IF Grand Bodø      | 1:2       | SFK Bodø-Glimt      |
|            | Halsnøy IL         | 0:2       | SK Vard Haugesund   |
|            | FK Jerv            | 1:0       | FK Vigør            |
|            | IL Jotun           | 1:4       | Førde IL            |
|            | Karnes IL          | 2:2 n. V. | Lyngen IL           |
|            | KFUM Oslo          | 1:0       | FK Gjøvik Lyn       |
|            | Kolbotn IL         | 1:2       | Lisleby FK          |
|            | Kvik Halden FK     | 5:0       | Bækkelagets SK      |
|            | Langevåg IL        | 2:1       | Eid IL              |
|            | Madla IL           | 0:3       | Viking Stavanger    |
|            | FK Mjølner         | 7:1       | FK Fauske/Sprint    |
|            | Mjøndalen IF       | 8:0       | Tønsbergs TF        |
|            | Mo IL              | 3:1       | IK Junkeren         |
|            | Moss FK            | 2:0       | Rygge IL            |
|            | Namsos IL          | 1:1 n. V. | SK Nessegutten      |
|            | Nanset IF          | 0:1       | Strømsgodset IF     |
|            | IL Norild          | 2:1       | Tromsø IL           |
|            | Odds BK            | 2:1 n. V. | Tollnes BK          |
|            | Opphaug BK         | 1:5       | Strindheim IL       |
|            | Orkanger IF        | 0:1       | Rosenborg Trondheim |
|            | Sandefjord BK      | 1:7       | Eik IF              |
|            | Sandnessjøen IL    | 2:1       | IL Stålkameratene   |
|            | Sarpsborg FK       | 1:2       | Abildsø IL          |
|            | Start Kristiansand | 4:1       | FK Donn             |
|            | Stord IL           | 3:2       | Os TF               |
|            | Strømmen IF        | 2:0       | Oppsal IF           |
|            | Sørumsand IL       | 0:2 n. V. | Råde IL             |
|            | Ullern IF          | 2:4       | Faaberg IL          |
|            | IL Varegg          | 1:2       | Lyngbø SK           |
|            | Vågå IL            | 0:6       | Sogndal IL          |
|            | FK Ørn             | 3:0 n. V. | Jevnaker IF         |
|            | Aalesunds FK       | 4:1       | Bergsøy IL          |
|            | Hareid IL          | 1:0       | IL Hødd             |
|            | SK Rollon          | 6:2       | Skarbøvik IF        |
|            | Teie IF            | 2:0       | Larvik Turn         |

### Wiederholungsspiele
| Datum      |                | Ergebnis              |               |
| ---------- | -------------- | --------------------- | ------------- |
| 05.06.1984 | SK Haugar      | 6:0                   | SK Djerv 1919 |
|            | Steinkjer FK   | 2:0                   | Ranheim IL    |
| 06.06.1984 | Harstad IL     | 2:0                   | Andenes IL    |
|            | SK Nessegutten | 5:0                   | Namsos IL     |
|            | Lyngen IL      | 1:1 n. V. (0:3 i. E.) | Karnes IL     |

## 2. Runde
| Datum      |                   | Ergebnis  |                     |
| ---------- | ----------------- | --------- | ------------------- |
| 13.06.1984 | Abildsø IL        | 0:2       | Moss FK             |
|            | SK Falken         | 1:2 n. V. | SK Nessegutten      |
|            | Sandnessjøen IL   | 3:0       | Mo IL               |
| 14.06.1984 | Bærum SK          | 2:2 n. V. | Odds BK             |
|            | Clausenengen FK   | 1:1 n. V. | Aalesunds FK        |
|            | Eik IF            | 2:3 n. V. | KFUM Oslo           |
|            | Figgjo IL         | 1:2       | Start Kristiansand  |
|            | Fredrikstad FK    | 2:2 n. V. | Lillehammer FK      |
|            | Fyllingen IL      | 0:1       | SK Haugar           |
|            | Førde IL          | 2:4       | Brann Bergen        |
|            | Faaberg IL        | 1:1 n. V. | Mjøndalen IF        |
|            | Ham-Kam           | 3:1       | Teie IF             |
|            | Hareid IL         | 0:4       | Molde FK            |
|            | Harstad IL        | 1:0       | SFK Bodø-Glimt      |
|            | Klepp IL          | 0:4       | Bryne FK            |
|            | Kåfjord FK        | 2:1       | Karnes IL           |
|            | Lillestrøm SK     | 4:0       | Eidsvold Turn       |
|            | Lisleby FK        | 1:2       | FK Jerv             |
|            | IL Norild         | 0:1 n. V. | FK Mjølner          |
|            | IF Pors           | 1:3       | FK Ørn              |
|            | Røros IL          | 1:3 n. V. | Brumunddal IL       |
|            | Råde IL           | 0:3       | Strømmen IF         |
|            | Skeid Oslo        | 0:0 n. V. | Kongsvinger IL      |
|            | Sogndal IL        | 4:1       | Lyngbø SK           |
|            | Steinkjer FK      | 3:0       | Fram Skatval        |
|            | Strindheim IL     | 6:0       | SK Rollon           |
|            | Strømsgodset IF   | 4:1       | Kvik Halden FK      |
|            | Sunndal IL        | 4:1 n. V. | Langevåg IL         |
|            | Tydal IL          | 0:4       | Rosenborg Trondheim |
|            | SK Vard Haugesund | 4:1       | Egersunds IK        |
|            | Viking Stavanger  | 2:0       | Stord IL            |
|            | Vålerenga Oslo    | 3:0       | Åssiden IF          |

### Wiederholungsspiele
| Datum      |                | Ergebnis  |                 |
| ---------- | -------------- | --------- | --------------- |
| 20.06.1984 | Odds BK        | 3:1       | Bærum SK        |
|            | Aalesunds FK   | 5:0       | Clausenengen FK |
| 21.06.1984 | Kongsvinger IL | 3:1       | Skeid Oslo      |
|            | Mjøndalen IF   | 4:2       | Faaberg IL      |
| 22.06.1984 | Lillehammer FK | 3:4 n. V. | Fredrikstad FK  |

## 3. Runde
| Datum      |                     | Ergebnis  |                  |
| ---------- | ------------------- | --------- | ---------------- |
| 22.06.1984 | Molde FK            | 2:1       | Sunndal IL       |
|            | SK Vard Haugesund   | 0:1       | Viking Stavanger |
| 28.06.1984 | Brann Bergen        | 6:3       | Sogndal IL       |
|            | Aalesunds FK        | 0:4       | Lillestrøm SK    |
|            | FK Ørn              | 1:0       | Vålerenga Oslo   |
|            | Brumunddal IL       | 0:1       | Fredrikstad FK   |
|            | FK Jerv             | 1:0       | Kongsvinger IL   |
|            | Rosenborg Trondheim | 0:0 n. V. | Mjøndalen IF     |
|            | Moss FK             | 2:2 n. V. | Odds BK          |
|            | SK Nessegutten      | 1:3       | Strindheim IL    |
|            | SK Haugar           | 3:5       | Bryne FK         |
|            | Start Kristiansand  | 3:2 n. V. | Strømsgodset IF  |
|            | Harstad IL          | 5:0       | Kåfjord FK       |
|            | FK Mjølner          | 1:0       | Sandnessjøen IL  |
|            | KFUM Oslo           | 1:6       | Ham-Kam          |
|            | Strømmen IF         | 3:2       | Steinkjer FK     |

### Wiederholungsspiele
| Datum      |              | Ergebnis |                     |
| ---------- | ------------ | -------- | ------------------- |
| 03.07.1984 | Mjøndalen IF | 0:3      | Rosenborg Trondheim |
| 04.07.1984 | Odds BK      | 2:1      | Moss FK             |

## 4. Runde
| Datum      |                     | Ergebnis  |                    |
| ---------- | ------------------- | --------- | ------------------ |
| 02.07.1984 | Viking Stavanger    | 4:0       | Harstad IL         |
| 04.07.1984 | Fredrikstad FK      | 4:1       | FK Jerv            |
|            | Bryne FK            | 2:1 n. V. | Start Kristiansand |
|            | Ham-Kam             | 1:2       | Strømmen IF        |
| 25.07.1984 | Odds BK             | 3:1       | Strindheim IL      |
| 01.08.1984 | FK Mjølner          | 0:3       | Brann Bergen       |
| 22.08.1984 | Lillestrøm SK       | 5:1       | FK Ørn             |
|            | Rosenborg Trondheim | 7:2       | Molde FK           |

## Viertelfinale
| Datum      |                  | Ergebnis  |                     |
| ---------- | ---------------- | --------- | ------------------- |
| 05.09.1984 | Brann Bergen     | 1:0       | Lillestrøm SK       |
|            | Fredrikstad FK   | 3:3 n. V. | Rosenborg Trondheim |
|            | Odds BK          | 2:0       | Bryne FK            |
|            | Viking Stavanger | 2:0       | Strømmen IF         |

### Wiederholungsspiel
| Datum      |                     | Ergebnis |                |
| ---------- | ------------------- | -------- | -------------- |
| 19.09.1984 | Rosenborg Trondheim | 0:2      | Fredrikstad FK |

## Halbfinale
| Datum      |              | Ergebnis  |                  |
| ---------- | ------------ | --------- | ---------------- |
| 23.09.1984 | Brann Bergen | 2:4       | Fredrikstad FK   |
|            | Odds BK      | 1:1 n. V. | Viking Stavanger |

### Wiederholungsspiel
| Datum      |                  | Ergebnis |         |
| ---------- | ---------------- | -------- | ------- |
| 28.09.1984 | Viking Stavanger | 4:0      | Odds BK |

## Finale
| Fredrikstad FK                              | Fredrikstad FK | Viking Stavanger | Viking Stavanger |
| ------------------------------------------- | --- | --- | ---------------- |
| Fredrikstad FK                              | \| Finale \| \| 21. Oktober 1984 in Oslo (Ullevaal-Stadion) \| \| Ergebnis: 3:3 n. V. (2:2, 1:1) \| \| Zuschauer: 23.668 \| \| Schiedsrichter: Per Arne Larsgård \| \| Spielbericht \|                                                                  | \| Finale \| \| 21. Oktober 1984 in Oslo (Ullevaal-Stadion) \| \| Ergebnis: 3:3 n. V. (2:2, 1:1) \| \| Zuschauer: 23.668 \| \| Schiedsrichter: Per Arne Larsgård \| \| Spielbericht \|                                             | Viking Stavanger |
| Fredrikstad FK                              | Jan Erik Olsen – Lars Sørlie, Per Egil Ahlsen, Hans Deunk, Espen Engebretsen – Jan Erik Audsen, Terje Jensen (62. Vidar Kristoffersen), Reidar Lund (104. Morten Thomassen) – Vidar Hansen, Jørn Andersen, Atle Kristoffersen Cheftrainer: Per Mosgaard | Erik Thorstvedt – Einar Sæbø, Per Henriksen, Arild Ravndal (110. Knut Inge Svela), Isak Arne Refvik – Torbjørn Svendsen, Geir Ivar Hauge, Tonning Hammer – Nils Ove Hellvik, Gary Goodchild, Kjell Lundahl Cheftrainer: Svein Kvia | Viking Stavanger |
| Fredrikstad FK                              | 1:1 Jørn Andersen (42.) 2:1 Vidar Hansen (78.) 3:2 Per Egil Ahlsen (96.) | 0:1 Jan Erik Audsen (22. Eigentor) 2:2 Isak Arne Refvik (80.) 3:3 Gary Goodchild (107.) | Viking Stavanger |
| Fredrikstad FK                              | Arild Ravndal | | Viking Stavanger |
| Finale                                      | | |                  |
| 21. Oktober 1984 in Oslo (Ullevaal-Stadion) | | |                  |
| Ergebnis: 3:3 n. V. (2:2, 1:1)              | | |                  |
| Zuschauer: 23.668                           | | |                  |
| Schiedsrichter: Per Arne Larsgård           | | |                  |
| Spielbericht                                | | |                  |

### Wiederholungsspiel
| Fredrikstad FK                              | Fredrikstad FK | Viking Stavanger | Viking Stavanger |
| ------------------------------------------- | --- | --- | ---------------- |
| Fredrikstad FK                              | \| Finale Wiederholung \| \| 28. Oktober 1984 in Oslo (Ullevaal-Stadion) \| \| Ergebnis: 3:2 (2:0) \| \| Zuschauer: 15.993 \| \| Schiedsrichter: Einar Halle \| \| Spielbericht \|                                                                      | \| Finale Wiederholung \| \| 28. Oktober 1984 in Oslo (Ullevaal-Stadion) \| \| Ergebnis: 3:2 (2:0) \| \| Zuschauer: 15.993 \| \| Schiedsrichter: Einar Halle \| \| Spielbericht \|                                               | Viking Stavanger |
| Fredrikstad FK                              | Jan Erik Olsen (89. Arild Andreassen) – Lars Sørlie, Hans Deunk, Morten Thomassen, Espen Engebretsen – Terje Jensen (87. Tom Espen Fingarsen), Per Egil Ahlsen, Reidar Lund, Vidar Hansen – Jørn Andersen, Atle Kristoffersen Cheftrainer: Per Mosgaard | Erik Thorstvedt – Svein Fjælberg, Per Henriksen (29. Einar Sæbø), Arild Ravndal, Isak Arne Refvik – Torbjørn Svendsen, Geir Ivar Hauge, Tonning Hammer – Nils Ove Hellvik, Gary Goodchild, Kjell Lundahl Cheftrainer: Svein Kvia | Viking Stavanger |
| Fredrikstad FK                              | 1:0 Jørn Andersen (4.) 2:0 Per Egil Ahlsen (18.) 3:1 Terje Jensen (67.) | 2:1 Kjell Lundahl (61.) 3:2 Nils Ove Hellvik (69.) | Viking Stavanger |
| Finale Wiederholung                         | | |                  |
| 28. Oktober 1984 in Oslo (Ullevaal-Stadion) | | |                  |
| Ergebnis: 3:2 (2:0)                         | | |                  |
| Zuschauer: 15.993                           | | |                  |
| Schiedsrichter: Einar Halle                 | | |                  |
| Spielbericht                                | | |                  |